# Batracomorphus sordidus
Batracomorphus sordidus är en insektsart som beskrevs av Heller och Rauno E. Linnavuori 1968. Batracomorphus sordidus ingår i släktet Batracomorphus och familjen dvärgstritar. Inga underarter finns listade i Catalogue of Life.